# Shōtō
Shōtō (jap. 小刀) – rodzaj japońskiej krótkiej siecznej broni białej typu nihon-tō, do której zalicza się wakizashi i ko-dachi. Głownia shōtō mierzy od 1 do 2 shaku (30–60 cm).
Shōtō jest często używany i mocno związany z długim daitō. Noszone razem tworzyły daishō, parę broni, która była używana w okresie Edo przez samurajów.